# Rebekah Dawson
Rebekah Dawson es una astrofísica estadounidense.

## Carrera
En 2009 Dawson recibió un grado en astrofísica en el Wellesley College. Entonces fue a la Universidad de Harvard donde consiguió un máster en astronomía en 2011 y un doctorado en astronomía y astrofísica, bajo la supervisión de Ruth Murray-Clay en 2013. Realizó su investigación postdoctoral en el Instituto Miller para la Investigación Básica en Ciencia de 2013 a 2015. En enero de 2016,  empezó a trabajar como profesora asistente de astronomía y astrofísica en la Universidad Estatal de Pensilvania.

## Premios
En 2017, recibió el Premio Annie Jump Cannon en astronomía por su trabajo modelando las interacciones dinámicas de exoplanetas en sistemas multiplaneta. En 2018, Dawson fue nombrada Becaria de Investigación de la Fundación Alfred P. Sloan.